# Evangelische Kirche Fraurombach

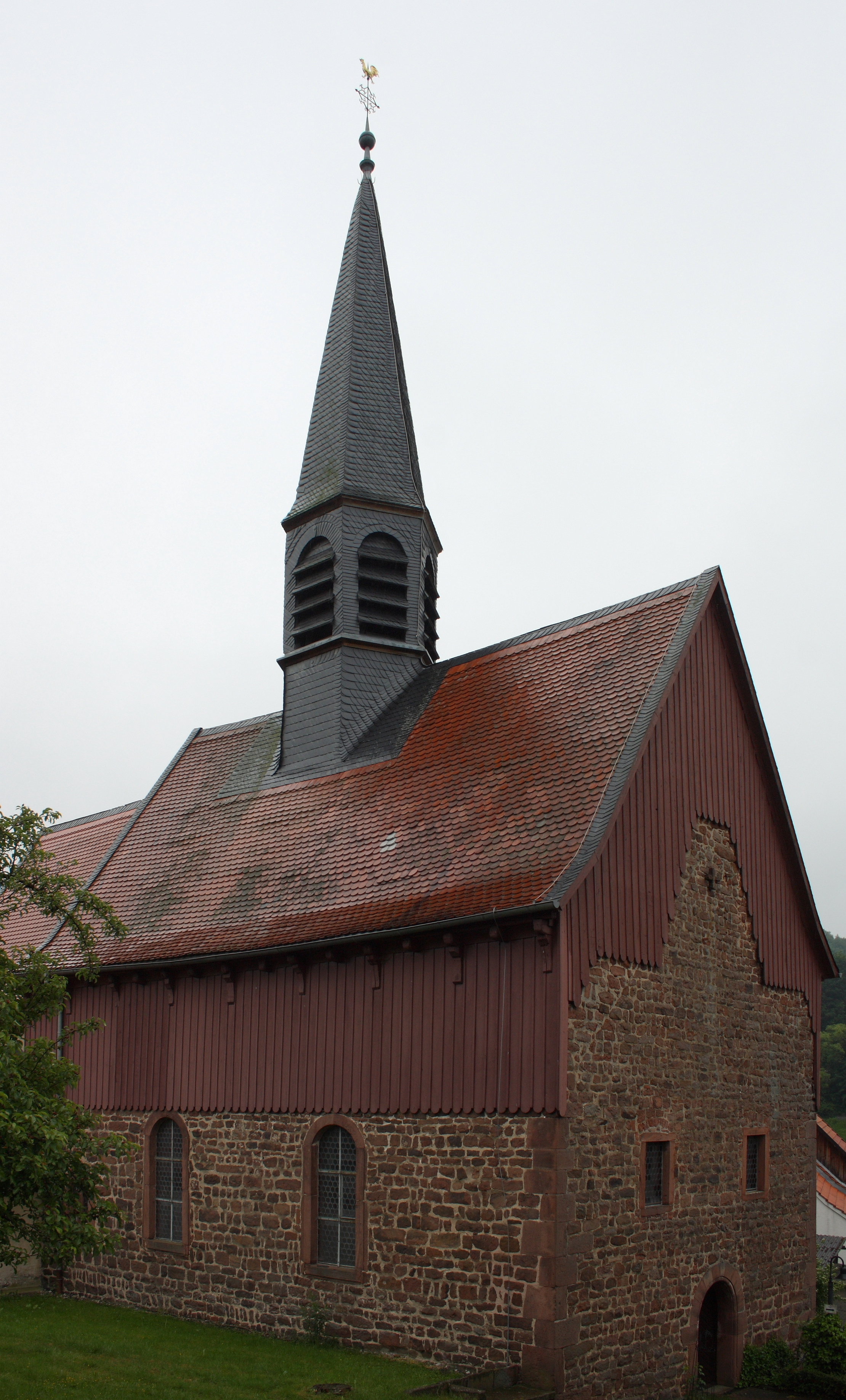
Evangelische Kirche in Fraurombach

Die Evangelische Kirche Fraurombach, ein Bau mit romanischem Schiff und spätgotischem Chor, ist durch ihre mittelalterlichen Wandmalereien mit Darstellungen aus dem Leben des vor allem in der orthodoxen Kirche als Heiligen verehrten byzantinischen Kaisers Heraklius von überregionaler Bedeutung.
Das Dorf Fraurombach ist heute ein Ortsteil der Kleinstadt Schlitz in Osthessen. Es wurde in der Vita Sturmii, einer Lebensbeschreibung des heiligen Sturmius, im Zusammenhang mit der Klostergründung in Fulda im Jahr 743 erstmals urkundlich erwähnt.

## Kirche
Die Kirche wurde in der zweiten Hälfte des 12. Jahrhunderts errichtet. Nachdem sie zunächst den Status einer bloßen Kapelle innegehabt hatte, wurde sie 1345 zur eigenständigen Pfarrkirche mit einem Liebfrauen-Patrozinium erhoben.
Pfarramtlich ist die evangelische Kirchengemeinde Fraurombach seit 2008 verbunden mit der evangelischen Kirchengemeinde Hartershausen, die aus den Orten Hartershausen, Hemmen, Pfordt und Üllershausen besteht.
Das romanische Langhaus bildet den ältesten Teil der Kirche. In spätgotischer Zeit (wohl um 1522, Inschrift am Altar) wurde ein Rechteck-Chor angeschlossen und ein Spitzbogen als Triumphbogen eingezogen. Weitere, später durchgeführte Maßnahmen geben der Kirche ihre heutige Gestalt mit der kreuzgratgewölbten Sakristei (16. Jahrhundert), Empore und Fachwerkobergeschoss (um 1500).
Im Chor befindet sich ein spätgotischer Taufstein. Die Orgel wurde um 1800 von Johann-Markus Oestreich oder dessen Sohn Johann Adam Oestreich mit zehn Registern errichtet, das Werk 1868 von Adam Eifert verändert. Im Jahr 2012/13 erfolgte eine aufwendige Orgelsanierung, die im Auftrag der Kirchengemeinde durch Orgelbaumeister Andreas Schmidt aus Linsengericht durchgeführt wurde.

## Malereien

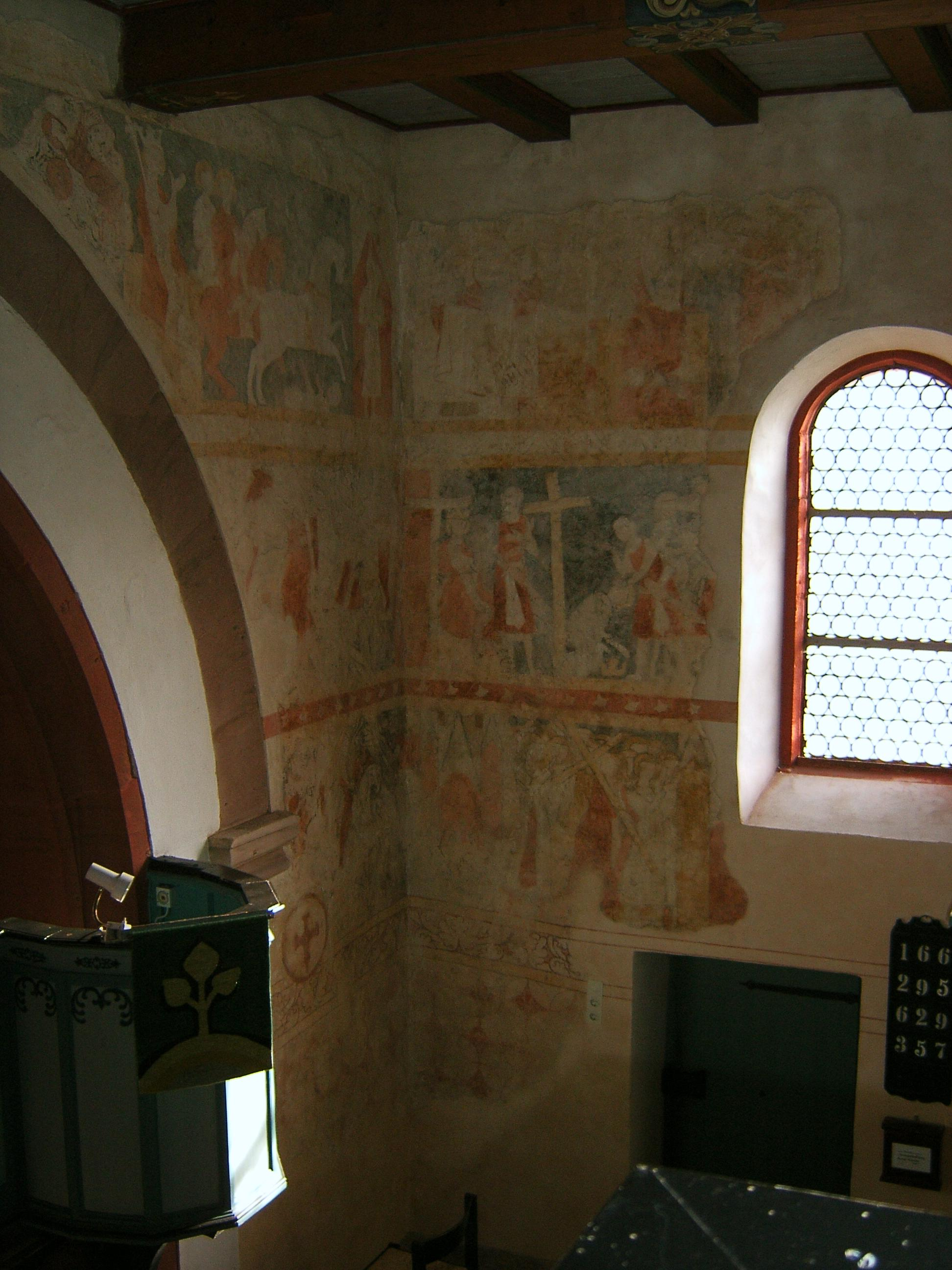
Heraklius-Wandmalereien in Fraurombach

### Entdeckung und Erhaltung
1901/02 wurden unter dem in früheren Jahrhunderten angebrachten Verputz Reste von Wandmalereien entdeckt und freigelegt. Der so sichtbar gewordene, in drei Registern aufgebaute Bildzyklus befindet sich auf der Triumphbogenwand und auf jeweils zwei bis drei Metern der anschließenden nördlichen und südlichen Langhauswand.
Von dem Bildzyklus sind einige Darstellungen nur noch fragmentarisch erhalten. Lichteinstrahlung sowie Witterungseinflüsse auf das Bauwerk haben zu einem fortschreitenden Verfall der Malereien geführt. Seit der Freilegung im Jahr 1902 wurden sie im letzten Jahrhundert mehrfach gesichert und restauriert. Zuletzt wurde im August 2006 eine Maßnahme zur Behebung von Mängeln vorgenommen. Hierbei sind jedoch weitere neue Hohlstellen und Rissbildungen entdeckt worden, die neue restauratorische Arbeiten notwendig machen. Seit Ende des Jahres 2004 bemüht sich ein Förderverein um die Erhaltung der Malereien.

### Entstehung und Technik
Die Entstehung der Wandmalereien kann aus stilistischen Gründen um 1330 datiert werden. Bei der verwendeten Technik werden Formen der Secco- mit solchen der moderneren und beständigeren, damals aber in Mitteleuropa noch nicht voll etablierten Freskomalerei kombiniert. Zu dieser Zeit unterstand die Kapelle dem Kollegiatstift „Zum Heiligen Kreuz“ in Hünfeld.

### Inhalt
Bei den Wandmalereien handelt es sich um einen spätmittelalterlichen Bildzyklus, der die Legende des heiligen Heraklius darstellt.
Im Gegensatz zu anderen Illustrationen der Thematik beschränken sich die Fraurombacher Wandmalereien jedoch nicht auf die Wiedergabe der theologisch relevanten Aspekte der Herakliuslegende, sondern bilden auch die (märchenhaft verklärte) Kindheits- und Jugendgeschichte des byzantinischen Kaisers Herakleios (reg. 610 bis 641) ab, um den sich im Mittelalter zahlreiche Legenden rankten.
Die inhaltliche Darstellung des Bilderzyklus orientiert sich an dem Anfang des 13. Jahrhunderts verfassten mittelhochdeutschen Versepos Eraclius des Meister Otte. Meister Otte ist der einzige Autor, der neben den die eigentliche Herakliuslegende bildenden Passagen um die Auffindung und Rückeroberung des Heiligen Kreuzes für die Christenheit im Kampf gegen die Perser auch die Kindheits- und Jugendgeschichte des heiligen Heraklius schildert. Mit der historischen Realität hat die Legende jedoch nur sehr am Rande zu tun.
Historischer Hintergrund der Legende und zugleich der Grund für ihre Entstehung war der Sieg, den Herakleios 628 nach langem Krieg über die persischen Sassaniden errungen hatte. Diese hatten 614 Jerusalem eingenommen und dabei das Heilige Kreuz geraubt; nach dem Friedensschluss inszenierte der Kaiser die Rückführung der Reliquie mit großem Pomp. In den östlichen Kirchen wird dieses Ereignisses bis heute durch einen Feiertag gedacht. Im Mittelalter war Herakleios als Sieger über die „Heiden“ populär, auch wenn die realen Details seiner Biographie zumindest im lateinischen Westen früh durch unhistorische Legenden ersetzt wurden.
Diesen zufolge wird das Kind Heraklius nach dem Tod seines Vaters auf dem römischen Sklavenmarkt an den Truchsess des byzantinischen Kaisers Phokas verkauft. Aufgrund der wundertätigen Gaben des Jungen, nämlich die geheime Natur der Steine, der Pferde und der Frauen zu kennen, wird der hohe Preis von 1000 Goldstücken erzielt. Am Hof des Kaisers muss Heraklius seine Fähigkeiten unter Beweis stellen. Nachdem er die Prüfung der ersten beiden Gaben bestanden hat, wird Heraklius als Berater des Kaisers am Hof aufgenommen. Da Heraklius auch als Kenner weiblicher Eigenschaften ausgewiesen ist, wählt er einige Zeit darauf Athanais, ein einfaches Mädchen, als Gemahlin für den Kaiser aus. Als der Kaiser in den Krieg zieht, lässt er gegen Heraklius’ ausdrücklichen Rat Athanais einsperren und von Dienern bewachen, damit diese während seiner Abwesenheit nicht untreu werden könne. Jedoch verliebt sich Athanais während dieser Zeit in den jungen Parides und liegt liebeskrank zu Bett. Mit der Hilfe einer heilkundigen Frau wird eine Ehebruchslist geschmiedet. Bei einem öffentlichen Ausritt täuscht Athanais einen Sturz vom Pferd vor und wird in die Hütte der Verbündeten gebracht, wo Parides auf sie wartet. Auch dieser Teil der Erzählung wird in die Wandmalerei übertragen.
Nach Phokas’ siegreicher Rückkehr erkennt Heraklius sofort den Ehebruch der Athanais. Nach ausgiebigen Beratungen wird das Liebespaar aber nicht getötet, sondern die Ehe mit Phokas geschieden, und Athanais kann mit Parides fortan zusammenleben.

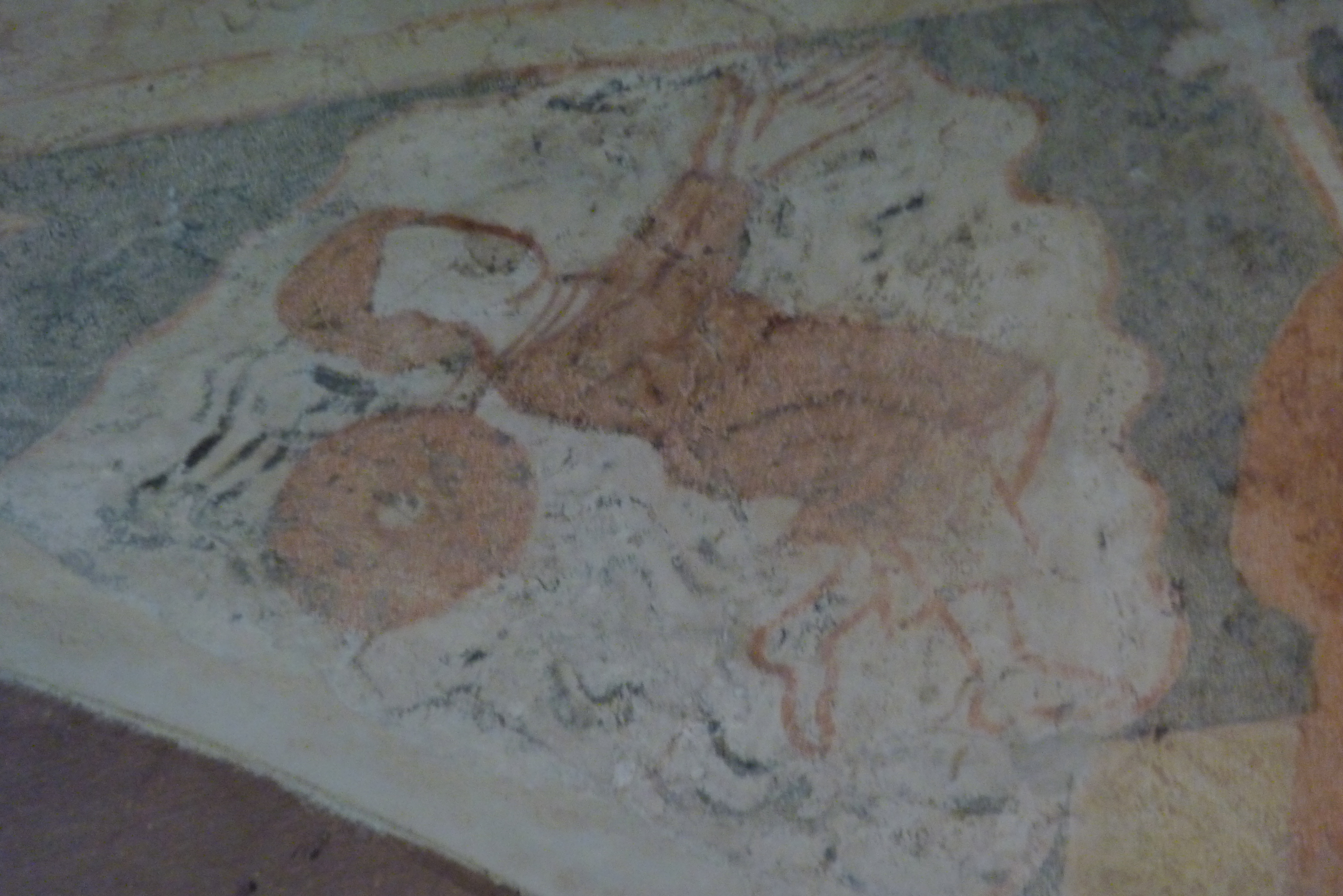
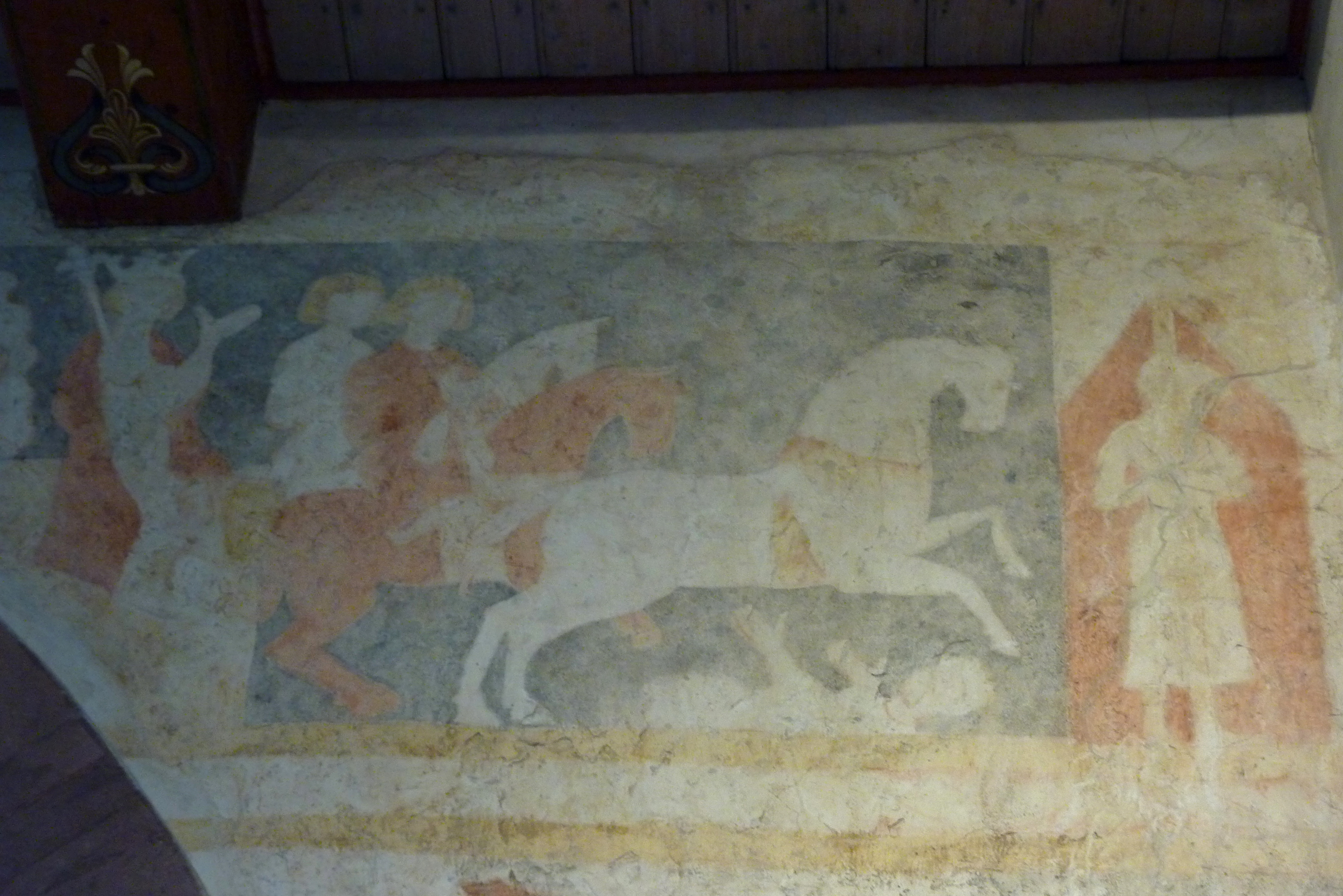
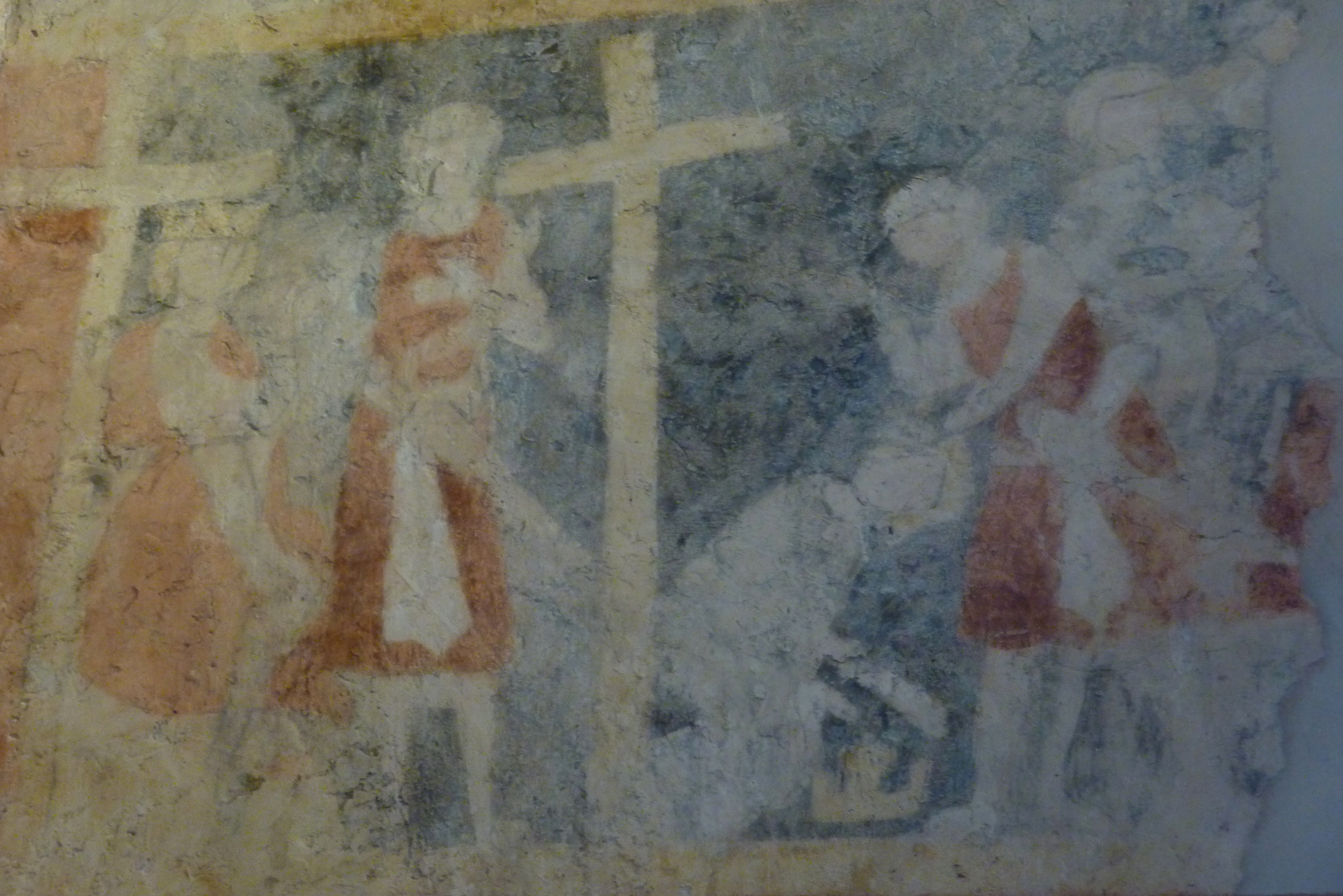
Heraklius legt seine Krone ab, um das Kreuz in die Stadt tragen zu können.

Nachdem Phokas bei einem Aufstand umgekommen ist (in der historischen Realität war es Heraklius, der seinen Vorgänger stürzte), wird Heraklius Kaiser und kämpft gegen die Perser. Er erschlägt den Sohn des Perserkönigs Cosdras (historisches Vorbild dieser Gestalt ist Chosrau II.). Nach seinem Sieg stellt er Cosdras in dessen Thronsaal zur Rede: Dieser hatte das Himmelsgewölbe imitieren lassen und neben seinem Thron das heilige Kreuz aufgestellt, um als Gott angebetet zu werden. Da sich Cosdras nicht taufen lassen möchte, wird er enthauptet. Als Heraklius das Heilige Kreuz nach Jerusalem zurückbringen will, wird er von einem Engel am Stadttor abgewiesen: Christus habe das Kreuz in Armut und Demut getragen. Daraufhin steigt Heraklius vom Pferd, legt seine kaiserliche Kleidung, Krone und Waffen ab und kann das Heilige Kreuz nun zu Fuß durch das geöffnete Stadttor bringen.